# Sığırcık, Cihanbeyli
Sığırcık là một xã thuộc huyện Cihanbeyli, tỉnh Konya, Thổ Nhĩ Kỳ. Dân số thời điểm năm 2011 là 137 người.